# Salabangka-Inseln
Der Salabangka-Inseln (indonesisch Kepulauan Salabangka) sind eine indonesische Inselgruppe an der Küste Sulawesis im Golf von Tolo, am Rande der Bandasee.

## Geographie

### Überblick
Die Salabangka-Inseln liegen an der Küste der Südspitze der Provinz Zentralsulawesi (Sulawesi Tengah). Die Inseln werden durch die Salabangka-Straße von der Küste Sulawesis getrennt und bilden zusammen mit einem Gebiet auf Sulawesi den Distrikt (indonesisch Kecematan) Südbungku (indonesisch Bungku Selatan) des Regierungsbezirks (indonesisch Kabupaten) Morowali.
Die Salabangka-Inseln folgen grob von West nach Ost in drei Gruppen einer Reihe entlang der Küste. Die westlichste Gruppe bilden die drei Hauptinseln Padopado (Padebale), Lemo (Buadjangkar) und Paku (Bunginkela). Südlich von Padopado liegt die kleine Insel Bapa, zwischen Padopado und Lemo die Inseln Padabale, Tadinang und Buajangka. Vor Paku liegt das Inselchen Jawijawi und südlich von Paku und Lemo die Insel Kaleroang und das Eiland Karantu.
Weiter östlich folgen die Umbele-Inseln. In ihrem Zentrum liegt Umbele Gunung, die größte Insel, und westlich davon mit Umbele, die zweitgrößte. Vor der Küste Umbeles liegt die kleine Insel Umbele Mandidi und im Nordwesten der Gruppe die Inseln Pakuburan und Buaya. Nördlich von Umbele Gunung befindet sich das Eiland Rajagunung mit dem vorgelagerten Inselchen Anak Rajagunung und im Nordosten die Inseln Panimbawang und Buagala. Den Osten der Gruppe bilden das Trio Pakuburan Panimbawang, Kuso und Saubane mit mehreren kleinen Inseln. Etwas nördlich davon liegt das Inselchen Tokoh Bonte.
Die Ostgruppe besteht aus den Sainoa-Inseln, deren größte Insel Mitende im Osten und Olohatu, die zweitgrößte, im Westen liegen. Dazwischen liegen die Inselchen Tukoh Bobagei, Tukoh Torohluko, Tukoh Co, Tukoh Mbosembah, Tukoh Matingga, Tukoh Kallo, Tukoh Parindang und Tukoh Palupasang. Vor der Südostküste von Mitende befinden sich die Inselchen Tukoh Manyulodiana, Tukoh Keebuaya und Tukoh Ambau. Weiter draußen liegen verteilt Tukoh Pancoh, Tukoh Piteang, Tukoh Belle, Tukoh Ngeang, Tukoh Mboanggo, Tukoh Bubulang und Tukoh Ngeatang. Im Süden befindet sich Bungintende mit einem großen vorgelagerten Korallenriff im Osten, wie es sie mehrfach in den Salabangka-Inseln gibt.

### Siedlungen
Die Siedlungen der Inseln liegen an den Küsten, beziehungsweise auf Pfählen direkt davor.
Auf Padopado liegen die drei Orte Pungkeo im Osten, Tapuhaka im Süden und Dongkala an der Nordküste. An der Nordküste Bapas befindet sich der gleichnamige Ort, an der Südküste von Padabale der Ort Tapuhaka. An den Küsten Lemos liegen im Norden Kolono, im Süden Waru und Waru Waru und im Osten Butalise. Größter Ort auf Paku ist der gleichnamige Ort an der Ostküste. Im Nordosten liegt Bakala, im Südosten Koburu und Buton. An der Westküste befinden sich die Orte Gustobelo, Lakombulo, Bungingkela und Jawi Jawi. Die einzigen Straßen auf der Inselgruppe verbinden die Ortschaften Pakus miteinander und eine Brücke führt nach Salabangka an der Nordküste Kaleroangs.
Kapola liegt zur Hälfte auf der Nordwestspitze von Umbele, zur anderen Hälfte, mit einer Brücke verbunden, auf Umbele Mandidi. An der Westküste Umbeles liegt die Siedlung Polewali. An Umbele Gunungs Nordküste befindet sich der Ort Umbele, an der Südostspitze gibt es mit Boelimau eine weitere Siedlung. Im Wesen Buagalas liegt die Siedlung Baigala.
Der Ort Sainoa nimmt das westliche Viertel der Insel Olohatu ein. Die Siedlung von Mitende liegt an der Westküste der gleichnamigen Insel. Die Insel Bungintende ist auf der gesamten Fläche besiedelt.

## Administrative Gliederung und Bevölkerung
Vom Distrikt Südbungku liegen nur die beiden administrativen Dörfer (Desa) Lalemo, Zensus 2010 (398 Einwohner) und Lamontoli (501 Einwohner) auf Sulawesi. Die anderen Desas befinden sich auf den Salabangka-Inseln.
Das Desa Pulau Bapa (286 Einwohner) besteht aus dem Westen Padopados und der Insel Bapa. Der Osten Padopados bildet den Desa Pado Pado (487 Einwohner). Das Desa Waru Waru (557 Einwohner) nimmt den Norden Lemos ein, entgegen der Lage des Ortes Waru Waru, der sich im Desa Po'o (608 Einwohner) befindet, das aus dem Süden Lemos besteht. Der Nordosten Lemos gehört mit dem Nordwesten von Paku zum Desa Buajangka (569 Einwohner). Die Insel Buajangka bildet zusammen mit Padabale und Tadinang das Desa Padabale (232 Einwohner). Zum Desa Bungingkela (583 Einwohner) gehören der Südwesten Pakus mit dem gleichnamigen Ort und der Insel Jawijawi. Das Desa Jawi Jawi (396 Einwohner) wiederum liegt davon nördlich. Das Desa Buton (794 Einwohner) liegt im Südosten Pakus; zu ihm gehört die gleichnamige Siedlung. Auch das Desa Koburu (238 Einwohner) weiter nördlich schließt den Ort dieses Namens mit ein. Das Desa Lokombulo (475 Einwohner) befindet sich im Westen Pakus, das Desa Paku (435 Einwohner) ist mit der gleichnamigen Siedlung und ihrem Umland identisch. Der Norden Pakus gehört zum Desa Bakala (873 Einwohner) mit seiner gleichnamigen Siedlung. Das Desa mit der größten Einwohnerzahl des gesamten Archipels ist Kaleroang (1130 Einwohner), das die gleichnamigen Insel einschließt. Zusammen haben die Inseln der westlichen Gruppe 7.431 Einwohner.
Einwohnerstärkstes Desa der Umbele-Inseln ist Pulau Dua (1045 Einwohner) zu dem der Norden Umeles, Umbele Mandidi, Pakuburan und Buaya gehören. Der Westen des Ortes Kapola gehört, wie der Nordwesten der Insel, allerdings zum Desa Umbele (344 Einwohner). Das Desa Polewali (415 Einwohner) besteht aus der gleichnamigen Siedlung, dem Süden der Insel Umbele und dem Südwesten von Umbele Gunung. Der Ort Boelimau befindet sich im gleichnamigen Desa (383 Einwohner), das den Osten Umbele Gunungs und die vorgelagerte Inseln im Südosten einschließt. Zum Desa Panimbawang (675 Einwohner) gehören die gleichnamige Insel, Buagala, Rajagunung mit Anak Rajagunung und der Norden von Umbele Gunung. Die Umbele-Inseln haben insgesamt 2.862 Einwohner.
Zum Desa Sainoa (1021 Einwohner) gehören alle Inseln der Sainoa-Inseln, außer Bungintende, das mit 669 Einwohnern ein eigenes Desa bildet. Die Sainoa-Inseln haben insgesamt 1.690 Einwohner.
Die Gesamteinwohnerzahl der Salabangka-Inseln beträgt 11.983 Einwohner.

## Sonstiges
Nach den Inseln war der niederländische Frachter S. S. Salabangka benannt, der am 1. Juni 1943 vom deutschen U 178 vor Südafrika versenkt wurde.